# Form (Zeitschrift)
form war eine Fachzeitschrift für Design, die von 1957 bis 2023 erschien. Sie wurde dreimonatlich im Verlag form in Frankfurt am Main produziert und galt als „Zentralorgan der deutschen Designszene“.

## Geschichte
form wurde 1957 von den Industriedesignern Wilhelm Wagenfeld und Jupp Ernst sowie den Museumsdirektoren Curt Schweicher und Willem Sandberg als form – Internationale Revue gegründet. Erster Artdirector war der Kölner Grafiker Karl Oskar Blase. Der inhaltliche Fokus der Zeitschrift wurde in der ersten Ausgabe wie folgt benannt: „form stellt […] die Gestaltung der Gebrauchsgüter in den Mittelpunkt, sieht die industrielle Formgebung im Zusammenhang mit den Formen der bildenden Kunst, der Architektur, aber auch des Theaters und des Films, wie der Fotografie.“ Das Heft hatte zunächst keine Rubriken. Der Anspruch der Redaktion, sich spartenübergreifend dem „Stil der Zeit“ zu widmen, schloss an die Zeitschrift Die Form des Deutschen Werkbunds an. Diese war von 1925 bis 1934 erschienen und hatte die Zusammenhänge aller gestalterischen Aspekte herausgestellt.
Der Chefredakteur Karlheinz Krug, ein Absolvent der Hochschule für Gestaltung Ulm, leitete die form redaktionell von 1962 bis 1998. Von 1966 an erschien sie unter dem Namen form – Zeitschrift für Gestaltung. In der Struktur des Hefts wurden ab 1961 feste Rubriken eingeführt, darunter „Produktentwicklung“ (Dokumentation von Designprozessen) und „Analyse“ (Untersuchung von Industrieartefakten). form etablierte sich als eine der führenden internationalen Zeitschriften für Produkt-, Industrie-, Kommunikations- und Modedesign sowie Designtheorie. Laut René Spitz trug sie erheblich dazu bei, „dass mit Design im Grunde alles benannt – und am Ende sogar auch wieder in Frage gestellt werden konnte“. 1966 wurde ein internationaler Beirat der Zeitschrift vorgestellt, dem Walter Gropius, Marcel Breuer, Sigfried Giedion, Johannes Itten, Richard Buckminster Fuller und Max Bill angehörten.
1974 wurde der Verlag form gegründet. Herausgeber war Karlheinz Krug, ab 1994 auch Alex Buck. In den 1990er-Jahren entwickelte der Verlag in Frankfurt am Main neben der form die neuen Reihen Designer Profile, Design Klassiker, form Theorie und form Diskurs. Zugleich wurden bekannte Designer wie Stefan Sagmeister, Jonathan Barnbrook, Peter Saville, Gunter Rambow und Mike Meiré engagiert, um die Titelseite der form zu entwerfen.
Von 1999 bis 2005 verantwortete Petra Schmidt die Chefredaktion der Zeitschrift, Krug wechselte von 1999 bis 2001 in die Rolle des Mitherausgebers. form erschien in dieser Zeit mit dem Untertitel The European Design Magazine und enthielt Beiträge in deutscher und englischer Sprache. 2002 übernahm der Schweizer Birkhäuser Verlag den Titel. Die Redaktion zog zunächst nach Gravenbruch im hessischen Neu-Isenburg, von 2007 an befand sich ihr Sitz in Basel. Chefredakteur von 2006 bis zur Insolvenz des Birkhäuser Verlags 2012 war Gerrit Terstiege.
Ab April 2012 war der Wirtschaftsprüfer und Berater Peter Wesner alleiniger Eigentümer des Verlags form und damit auch neuer Herausgeber des Designmagazins, das nun wieder in Frankfurt am Main produziert wurde. Von 2012 bis 2019 bekam die form unter der Ägide von Chefredakteur Stephan Ott ein neues Gesicht. Ab 2020 bildeten Anton Rahlwes und Nina Sieverding die gemeinsame Chefredaktion. Das Magazin erschien seither wieder ausschließlich in deutscher Sprache.
Der Verlag form stellte am 22. Juni 2023 mit der Doppelausgabe 300/301 das form Magazin ein. Dies wurde nach Aussage des Verlags u. a. durch gestiegene Papierpreise, verändertes Anzeigen- und Leseverhalten sowie die allgemeine wirtschaftliche Lage verursacht. Der Verlag werde jedoch weiterhin bestehen bleiben.

## Belege
1. 1 2  
Uli Busch: Design-Zeitschrift „form“ ist gerettet. In: W&V. 6. Juni 2012, abgerufen am 7. Juni 2017.
2. ↑  
Neue Chefredaktion form Designmagazin. In: form.de. 14. April 2020, abgerufen am 26. Juni 2020.
3. 1 2 3  
René Spitz: Formen der Designkritik. Designkritik der form. In: renespitz.de. 1. August 2018, abgerufen am 26. Juni 2020.
4. 1 2  Die Geschichte der form. In: form.de. Archiviert vom Original (nicht mehr online verfügbar) am 30. Juni 2020; abgerufen am 26. Juni 2020.  Info: Der Archivlink wurde automatisch eingesetzt und noch nicht geprüft. Bitte prüfe Original- und Archivlink gemäß Anleitung und entferne dann diesen Hinweis.
5. ↑  
Clara Weinreich: A new era with a new editorial team. In: slanted.de. 30. März 2020, abgerufen am 26. Juni 2020.
6. ↑  Verlag form stellt form Magazin ein. Abgerufen am 2. Juli 2023.